# Луцій Лівіней Регул
Луцій Лівіней Регул (лат. Lucius Livineius Regulus) — давньоримське ім'я, яке мали батько і син з плебейського роду Лівінеїв. Обидва жили в І ст. до н. е., історичних записів про обох мало і основним джерелом відомостей про них є нумізматика.
Російський дослідник В. Рязанов висловловив здогад, що Луцій Лівіней Регул Старший був homo novus — першою людиною у своїй родині, яка змогла стати римським сенатором. Завдяки монетам, де він зображений, відомо, що він був претором. Час, коли він обіймав посаду, датують приблизно 60 роком до н. е.
Також вважається, що Регул-батько був ровесником відомого оратора Цицерона і його близьким другом. У 58 до н. е. Цицерон був змушений податися з Рима у вигнання, яке вело до громадянської смерті: майно таких осіб конфісковувалося, використати своїх рабів і клієнтів він не міг. У одному зі своїх листів Цицерон пише, що йому допомагав Регул. Зокрема, його вільновідпущеник був кур'єром між ним і вигнанцем.
У 56 до н. е. Цицерон у одному з листів пише, що Луцій Регул потрапив у важке становище, і тепер Цицерон, який вже повернувся до Риму, допомагав йому. За припущенням В. Рязанова, після преторства Регул-Старший став пропретором однієї зі східних провінцій і по завершенню терміну управління він був звинувачений у зловживаннях, що здійснив під час намісництва — саме так російський історик пояснює «лиха», про які пише Цицерон.
Під час громадянcької війни у своїх нотатках Юлій Цезар згадує в 46 до н. е. серед прихильників Луція Лівінея Регула, який брав участь у війні в Африці і командував легіоном у Гадруметі. Однак, хто це був, одностайності серед істориків немає: деякі з них вважають, що це був син, але більшість, все ж таки, переконані, що це був батько.
У 42 до н. е. з'являються монети з зображенням Луція Лівінія Регула, а серед тріумвірів з карбування монет того року також є Луцій Лівіней Регул. Оскільки в римській традиції не дозволялося карбувати на монетах портрети живих людей, дослідники переконані, що монетарієм був Луцій Лівіней Регул Молодший, а зображений на них його батько, який на той час вже помер.
З Регулом-сином пов'язують карбування восьми монет: одного ауреуса і сім динаріїв. Два види динаріїв присвячені Юлію Цезарю і Октавіану Августу, решта 6 монет прославляють рід монетарія. На аверсах цих шести монет зображено Регула-старшого. Один ауреус і два динарія мають надписи REGVLVS PR(aetor) або L REGVLVS PR(aetor), що означає, що Регул-батько був претором. Для колекціонерів-нумізматів та істориків великий інтерес представляє денарій, що присвячений обом Регулам: на його реверсі написано REGVLVS F(ilius) PRAEF(ectus) VR(banus), що читається як Регул-син, префект міста. Найбільш ймовірним вважається пояснення, що Регул-син отримав посаду префекта міста, а монета кабувалася вже після цього призначення, хоча є і інші версії тлумачення цього досить незвичайного надпису.

## Зауваження
1. ↑  Деякі джерела згадують двох братів-Регулів, що допомагали Цицерону: Луція і Марка[3][4]
2. ↑  Кур'єра-вільновідпущеника звали Луцій Лівіней Трифон
3. ↑  Caes. B. Afr., 89
4. ↑  Всього монетаріїв у 42 році до н.е. було 4, окрім Регула-молодшого, це були Публій Клодій, Гай Вібій Вар та Луцій Муссідій Лонг — ті вкрай малі відомості, що ми маємо про них, дають їх же монети

### Книги
- RE'GULUS, LIVINEIUS page 654 // A Dictionary of Greek and Roman biography and mythology. By various writers. Ed. by William Smith. Illustrated by numerous engravings on wood / Smith, William. — 1867. (англ.)
- Ольга Власова. Претура в политической системе Римской республики: эволюция института и внесудебная деятельность магистратов. — 2011. (рос.)

### Статті
- В. В. Рязанов. Монеты Л. Ливинея Регула 42 г. до н. э.. — 2010—2011. (рос.)
- MRR (Babelon), т. II, с. 141—142, Livineia 1—13 (1885 г.): Перевод С. Э. Таривердиевой. Л. Ливиней Регул. Монетарий в 711—712 (43—42 г. до н. э.). — 2009. (рос.)

### Листи Цицерона
- Титу Помпонию Аттику, в Рим. 58 до н. э. / Перевод и комментарии В. О. Горенштейна (1949). — 58. (рос.)
- Гаю Мунацию. 56 до н. э. / Перевод и комментарии В. О. Горенштейна (1949). — 56. (рос.)